# Pigna
Pigna (en cors Pigna) és un municipi francès, situat a la regió de Còrsega, al departament d'Alta Còrsega. L'any 1999 tenia 95 habitants.

## Demografia
| 1962 | 1968 | 1975 | 1982 | 1990 | 1999 |
| ---- | ---- | ---- | ---- | ---- | ---- |
| 60   | 60   | 101  | 110  | 92   | 95   |

## Administració
| Període   | Identitat          | Partit | Qualitat |  |
| --------- | ------------------ | ------ | -------- |  |
| 2001-2008 | Bibiane Consalvi   | PS     |          |  |
| 2008-     | Joséphine Martelli |        |          |  |